# The Spirit and the Clay
 The Spirit and the Clay è un cortometraggio muto del 1914 diretto da Harry Lambart.

## Produzione
Il film fu prodotto dalla Vitagraph Company of America.

## Distribuzione
Distribuito dalla General Film Company, il film - un cortometraggio in due bobine - uscì nelle sale cinematografiche statunitensi il 21 aprile 1914.